# Live at Earls Court
Live at Earls Court är en livealbum av Morrissey, utgivet 2005. Det spelades in på Earls Court i London den 18 december 2004, inför 17 183 människor.

## Låtlista
1. "How Soon Is Now?" - 4:36
2. "First of the Gang to Die" - 3:49
3. "November Spawned a Monster" - 5:16
4. "Don't Make Fun of Daddy's Voice" - 2:57
5. "Bigmouth Strikes Again" - 3:21
6. "I Like You" - 4:37
7. "Redondo Beach" - 4:07
8. "Let Me Kiss You" - 3:37
9. "Subway Train/Munich Air Disaster 1958" - 3:16
10. "There Is a Light That Never Goes Out" - 4:50
11. "The More You Ignore Me, the Closer I Get" - 3:53
12. "Friday Mourning" - 4:32
13. "I Have Forgiven Jesus" - 4:06
14. "The World Is Full of Crashing Bores" - 3:55
15. "Shoplifters of the World Unite" - 3:21
16. "Irish Blood, English Heart" - 2:50
17. "You Know I Couldn't Last" - 7:10
18. "Last Night I Dreamt That Somebody Loved Me" - 3:57